# Брянський автомобільний завод

ЗАТ «Брянський автомобільний завод» — російська компанія, виробник колісних шасі та тягачів високої прохідності вантажопідйомністю від 14 до 40 тонн для військової та цивільної техніки. Є одним із провідних підприємств Росії в своїй галузі.

## Історія

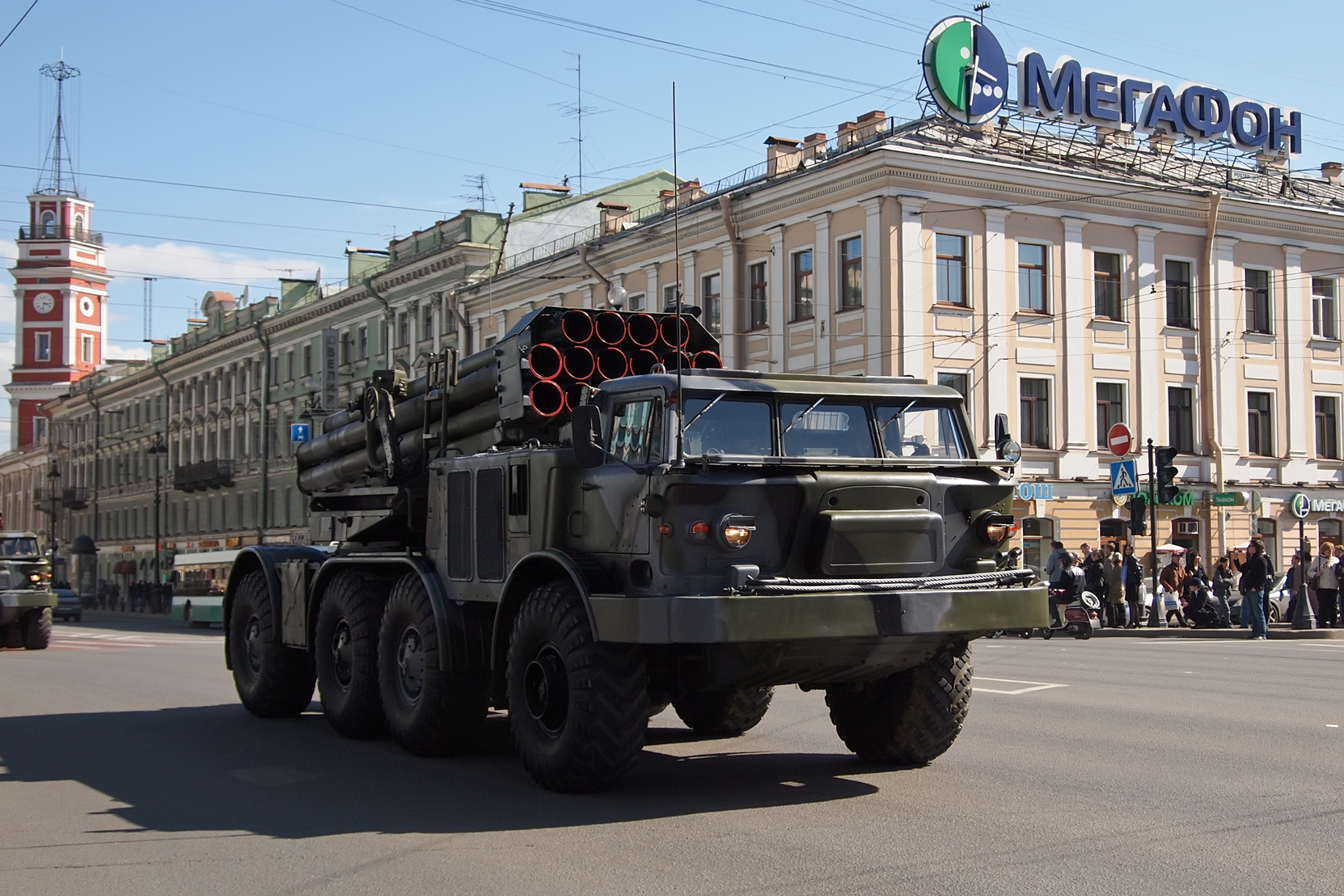
Пускова установка 9П140 РСЗВ «Ураган» на базі брянського ЗІЛ-135ЛМП

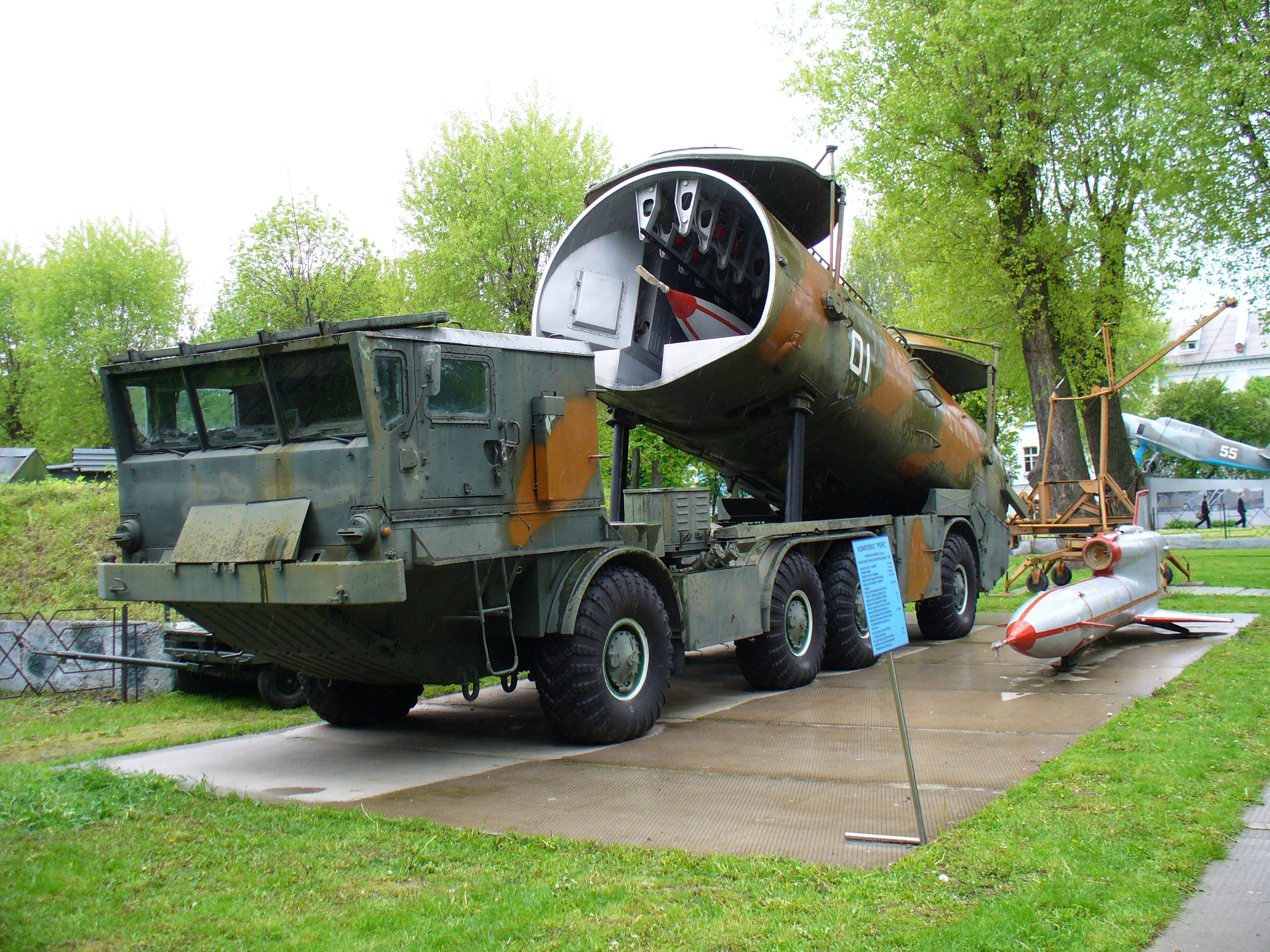
БАЗ-135МБ та безпілотник Ту-143 в музеї в Вінниці

Брянський автомобільний завод був заснований 4 червня 1958 року як філіал московського заводу ЗІЛ для виготовлення комплектуючих: ведучих мостів, лебідок, роздаточних коробок, підвісок та інших деталей для автомобілів ЗІЛ-131. Базою для створення нового підприємства послужило тракторне виробництво Біжицького сталеливарного заводу. Вже в 1959 році з Москви на завод було перенесено виробництво автомобільної техніки для потреб армії, а в 1960 році на БАЗі було створено спеціальне закрите конструкторське бюро і самостійне виробництво. В 1961 році перша розробка заводу, БАЗ-930, проходив випробування, але в серію не пішов, і замість нього завод почав випуск модифікації московського ЗІЛ-135Л: ЗІЛ-135ЛМ, з механічною коробкою передач, перероблені БАЗ-135МБ, 135МБК. Ці чотиривісні машини відрізнялися характерним розташуванням осей — середні зближені, передня і задня рознесені та керовані.

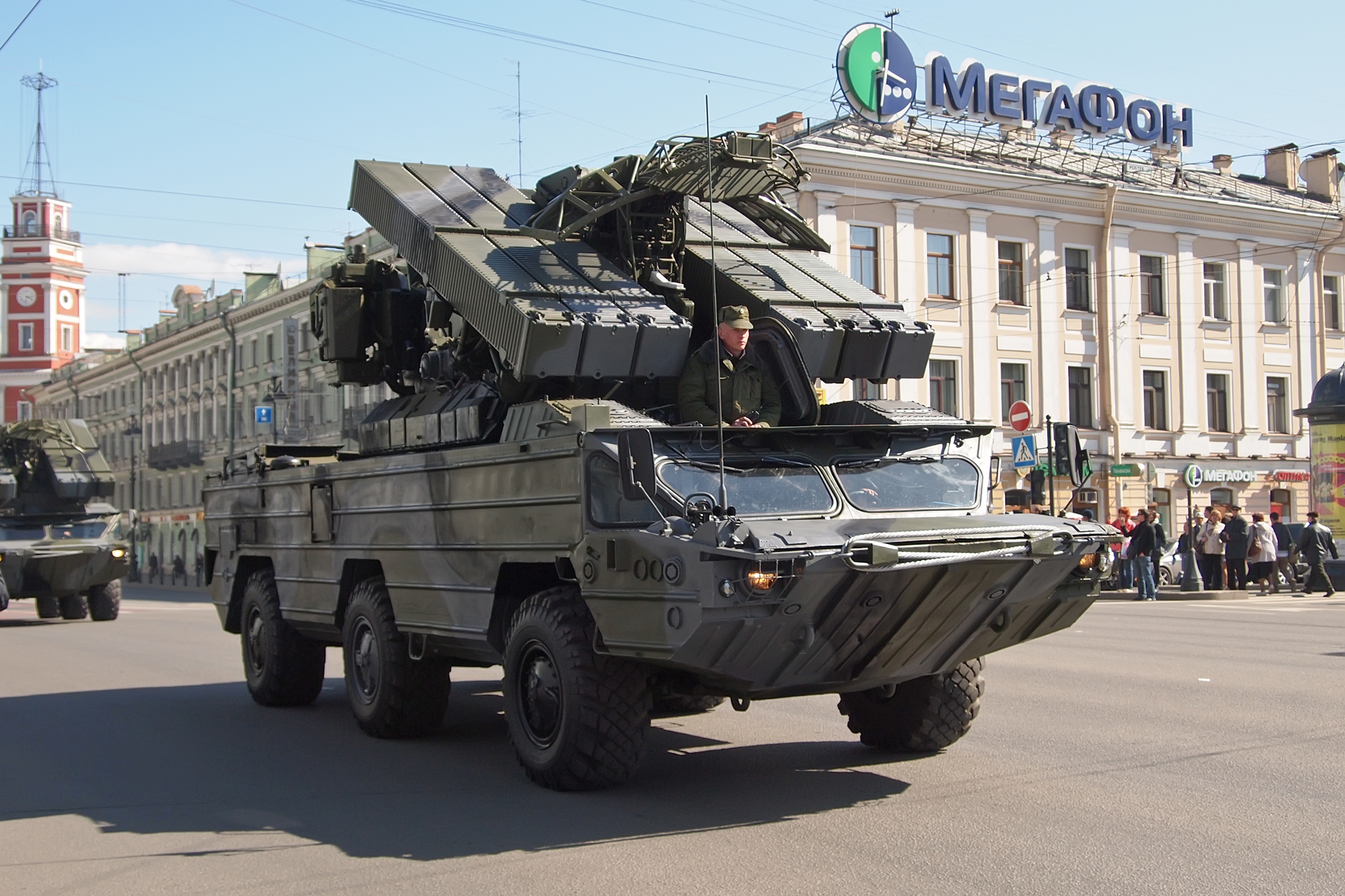
Пускова установка 9К33М3 ЗРК Оса-АКМ на шасі БАЗ-5937

В середині 1960-х років в КБ заводу було почато проектування тривісних плаваючих шасі з повним приводом. В роботі використовувались заділи та конструктивні принципи, взяті у автомобілів ЗІЛ, такі як бортова трансмісія та крайні керовані пари коліс. Результатом проектування стало сімейство тривісних шасі БАЗ-5937/5938/5939 із заднім розташуванням двигуна, що стали основою машин ЗРК Оса та БАЗ-5921/5922 з центральним розташуванням двигуна, на яких базувався ракетний комплекс «Точка».

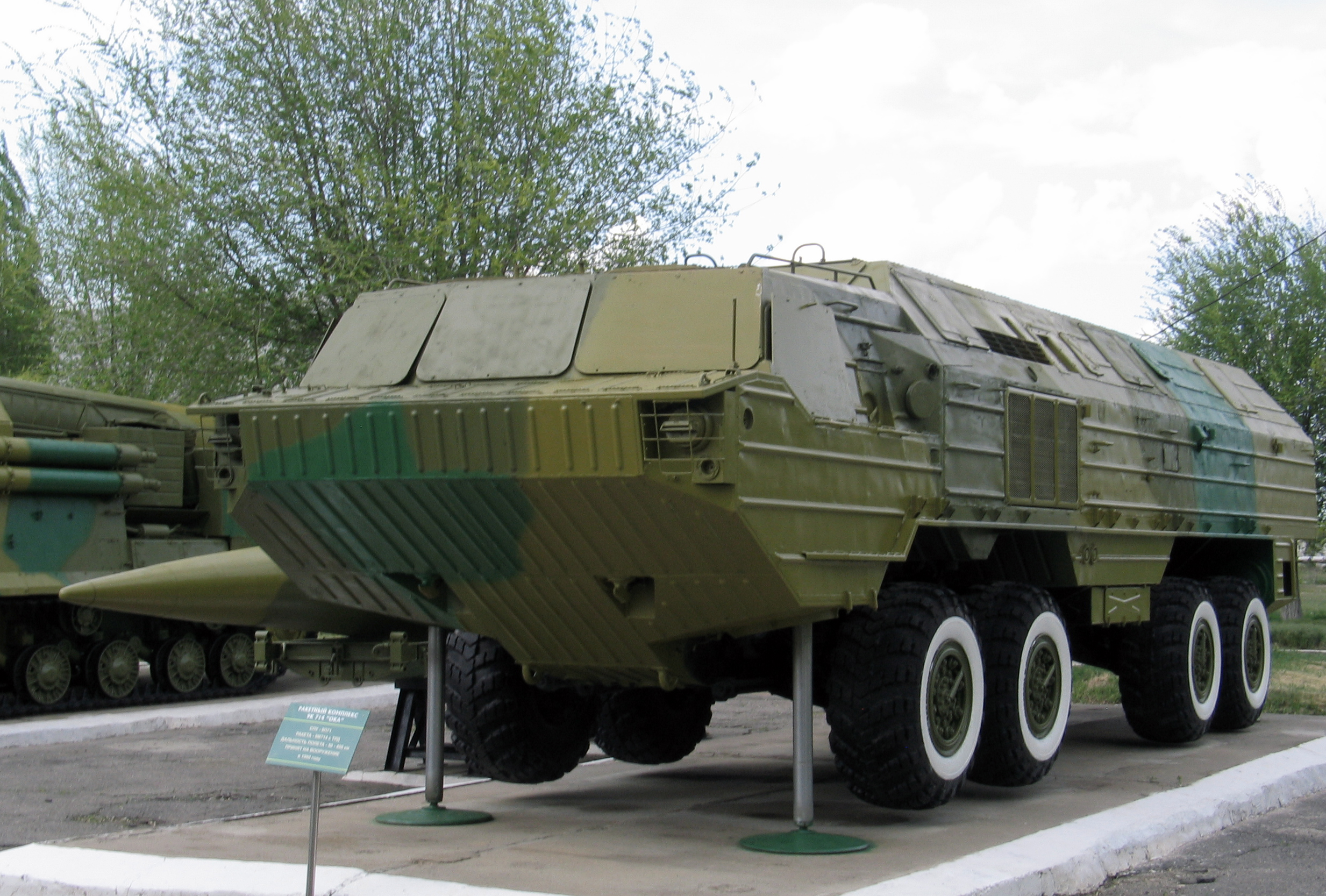
Пускова установка комплексу ОТР-23 «Ока» на шасі БАЗ-6944 «Основа» в музеї полігону «Капустин Яр»

З березня 1971 року за замовленням Міністерства оборони КБ заводу почало проектування нової серії уніфікованих чотиривісних шасі, що отримала найменування «Основа». В рамках цієї розробки було створено декілька моделей плаваючих і сухопутних шасі, що набули широкого поширення. Цю серію відрізняє попарне угрупування осей, передня пара — керована.

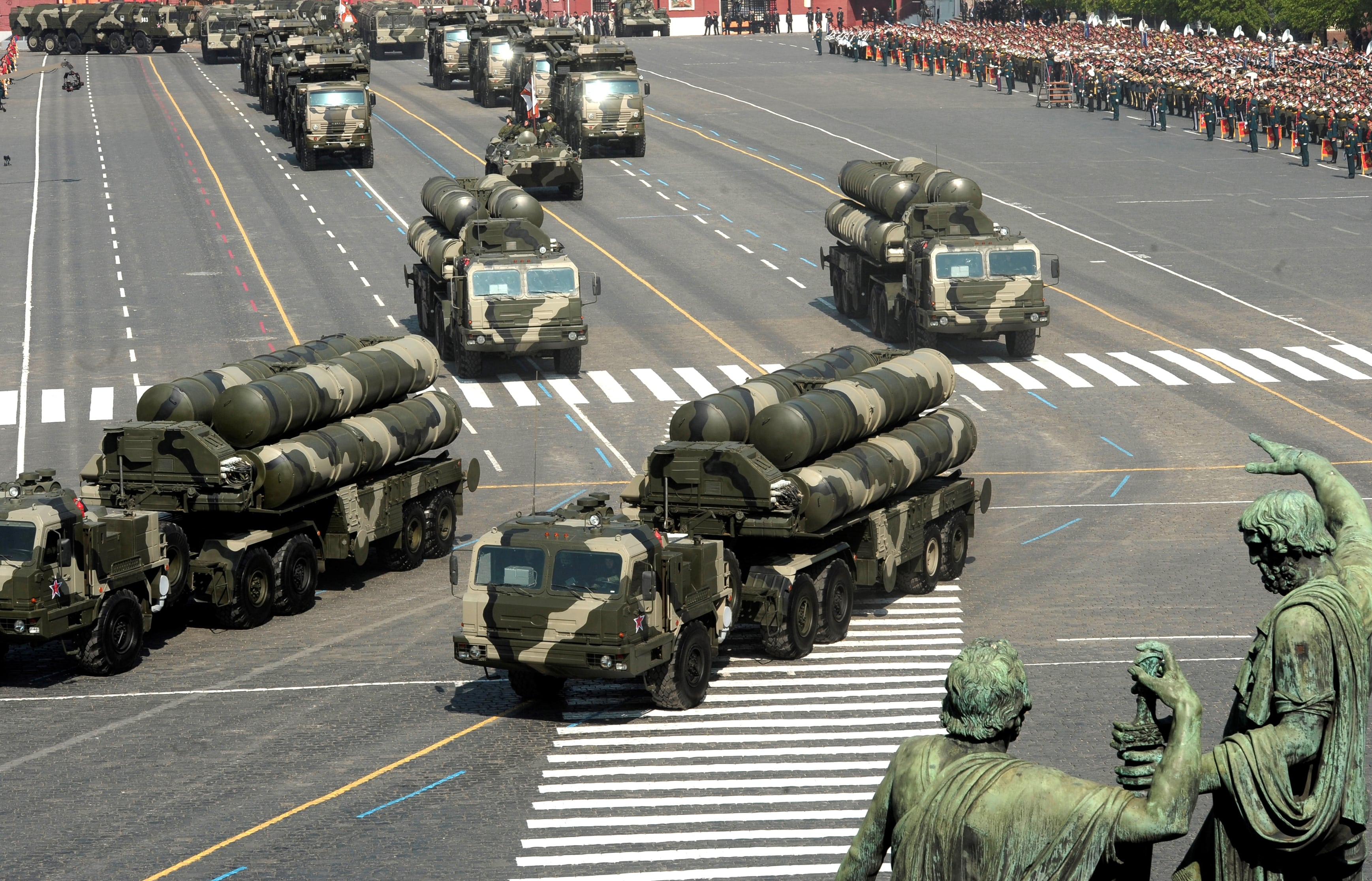
С-400 з тягачами БАЗ-64022 на Червоній площі

## Продукція
- БТР-152В1 (1958—1962)[4]
- ЗІЛ-485А (1958—1962)
- БАЗ-930
- ЗІЛ-135ЛМ (1964—1994)
- БАЗ-135МБ (1965—1996)
- тривісні амфібії БАЗ-5937 (1969—1990) та БАЗ-5921 (1971—1990)
- «Основа»/«Вощина»
  - чотиривісні амфібії БАЗ-6944 (1979—1989) та їх неплаваючі модифікації БАЗ-6948 (1986—1989)
  - БАЗ-6950/69501/69502/69506 (1976—1999)
- БАЗ-6953

### Сучасна цивільна продукція
Кранові шасі
- двовісні БАЗ-8027 — під 32-тонний кран
- тривісні БАЗ-8029 — під 25-тонний кран Івановського автокранового заводу
- чотиривісне БАЗ-6909.8 — під 50-тонний кран для роботи з небезпечними вантажами
- п'ятивісне КШ-8973 — для 100-тонного крану КС-8973

Тягачі
- Сідельний тягач БАЗ-6403
- Трубовоз у складі тягача БАЗ-64031 з причепом БАЗ-9049
- Сідельний тягач високої прохідності БАЗ-64022

Спеціальні шасі
- Тривісне БАЗ-69095 — до 14,7 тонн
- Чотиривісне БАЗ-690902 — до 22 тонн
- П'ятивісне БАЗ-69096 — до 33 тонн
- Шестивісне БАЗ-69099 — до 40 тонн

Цивільні автомобілі БАЗ використовуються в нафтовидобувній і будівельній промисловості у складі мобільних бурових і ремонтних установок, як автоцистерни, крани, насосні і цементуючі установки.